# Kampania Arnolda
Kampania Arnolda (ang. See Arnold Run) – amerykański komediodramat z 2005 roku w reżyserii Jamesa B. Rogersa na podstawie książki Nigel Andrews.

## Fabuła
Stany Zjednoczone, rok 2003. Znany aktor Arnold Schwarzenegger (Jürgen Prochnow) startuje w wyborach na gubernatora stanu Kalifornia. Wspiera go żona Maria (Mariel Hemingway), należąca do klanu Kennedych. Nie wszystkim podobają się polityczne aspiracje hollywoodzkiej gwiazdy. Zaczynają pojawiać się informacje mające skompromitować Schwarzeneggera.

## Obsada
- Jürgen Prochnow jako Arnold Schwarzenegger
- Roland Kickinger jako Arnold Schwarzenegger ('73)
- Mariel Hemingway jako Maria Shriver
- Kristen Shaw jako Barbara Walters
- Brian Cleaver jako Joe Gold
- Nick Stelatte jako Frank Zane
- Mike Ergas jako Franco Columbu
- Pat Skipper jako Mike Murphy
- Bob Morrisey jako Don Sipple
- C. Eric Lindquist jako gitarzysta
- Nicole DeHuff jako Barbara
- David Burke jako Paul Miner
- David Grant Wright jako reporter dla Los Angeles Times
- David Kyl-Brown jako Dee Snider
- Brandon Rowley jako Meinhard
- David Lloyd Wilson jako Gustav S.
- Alex Hyde-White jako George Gorton
- Leonard Kelly-Young jako Rabin Heier
- Nora Dunn jako Arianna Huffington
- Peter White jako Bob White
- William Cowart jako Eric Morris
- Graham Sterling jako Matt Lauer
- Charley Rossmann jako Cruz Bustamane